# Jaworski
Jaworski là một huyện thuộc tỉnh Dolnośląskie của Ba Lan. Huyện có diện tích 582 km². Đến ngày 1 tháng 1 năm 2011, dân số của huyện là 51568 người và mật độ 89 người/km².